# Daniël de Cubber
Daniël de Cubber (* 19. April 1954), auch bekannt als Danny de Cubber, ist ein ehemaliger belgischer Fußballspieler, der vorwiegend im defensiven Mittelfeld agierte. 

## Laufbahn
De Cubber begann seine Laufbahn bei Royale Union Saint-Gilloise, bei dem er von 1972 bis 1975 unter Vertrag stand. 
1975 wechselte er zum FC Brügge, der 1973 seinen überhaupt erst zweiten Meistertitel (und den ersten nach dem Zweiten Weltkrieg) gewonnen hatte. De Cubber gehörte somit zu der Mannschaft des FC Brügge, die den Grundstein für dessen Bedeutung im belgischen Fußball legte und die erfolgreichste Mannschaft in dessen Vereinsgeschichte bildete; denn neben einem Meisterschaftshattrick in den Spielzeiten 1975/76, 1976/77, 1977/78 und einem Pokalsieg 1977 erreichte die Mannschaft auch zweimal ein europäisches Pokalfinale, das in beiden Fällen (UEFA-Pokal 1975/76 und Europapokal der Landesmeister 1977/78) gegen den FC Liverpool verloren wurde.
In der Saison 1979/80 war De Cubber auf Leihbasis für den RWD Molenbeek und in der darauffolgenden Saison 1980/81 für den KSK Beveren tätig, ehe er zwischen 1981 und 1984 erneut zum Kader des FC Brügge gehörte. Anschließend wechselte er zum Drittligisten Royal Racing Club Tournaisien und ließ seine aktive Laufbahn ausklingen.

## Erfolge
- Belgischer Meister: 1976, 1977, 1978
- Belgischer Pokalsieger: 1977
- Europapokalfinalist: 1976 (UEFA-Pokal) und 1978 (Europapokal der Landesmeister), jeweils mit dem FC Brügge